# Atletica leggera ai Giochi della XVIII Olimpiade - 80 metri ostacoli

Video della Finale (film ufficiale dei Giochi)

La competizione degli 80 metri ostacoli femminili di atletica leggera ai Giochi della XVIII Olimpiade si è disputata nei giorni 18 e 19 ottobre 1964 allo Stadio Nazionale di Tokyo.

## L'eccellenza mondiale
| Campionessa olimpica 1960         | 10"8      | Irina Press         | Presente |
| Campionessa europea 1962          | 10"6      | Teresa Ciepły       | Presente |
| Primatiste mondiali (in attività) | 10"5 1964 | Vedi il testo sotto |          |
| Vincitrice dei Trials USA         | 10"8w     | Rosie Bonds         | Presente |

Nel corso della stagione il record mondiale di 10"5 viene eguagliato quattro volte: dalla campionessa uscente Irina Press, dalla tedesca Balzer, dalla jugoslava Stamejcic e infine dall'australiana Kilborn. Tutte sono presenti ai Giochi.

## Risultati

### Turni eliminatori
| 4 Batterie   | 18 ottobre | 27 partenti   | Si qualificano le prime 4. |
| 2 Semifinali | 19 ottobre | 8 + 8         | Si qualificano le prime 4. |
| Finale       | 19 ottobre | 8 concorrenti |                            |

### Batterie
| Pos. | Atleta           | Nazione          | Tempo Ufficiale | Tempo Ufficioso |
| ---- | ---------------- | ---------------- | --------------- | --------------- |
| 1    | Karin Balzer     | Germania         | 10"7            | 10"71           |
| 2    | Galina Bystrova  | Unione Sovietica | 10"9            | 10"96           |
| 3    | Rose Hart        | Ghana            | 11"3            | 11"34           |
| 4    | Snezhana Kerkova | Bulgaria         | 11"5            | 11"50           |
| 5    | Lorraine Dunn    | Panama           | 11"5            | 11"53           |
| -    | Amy Snider       | Canada           | Squal.          |                 |

| Pos. | Atleta           | Nazione          | Tempo Ufficiale | Tempo Ufficioso |
| ---- | ---------------- | ---------------- | --------------- | --------------- |
| 1    | Irina Press      | Unione Sovietica | 10"7            | 10"77           |
| 2    | Patricia Nutting | Gran Bretagna    | 10"8            | 10"82           |
| 3    | Avis McIntosh    | Nuova Zelanda    | 10"8            | 10"84           |
| 4    | Gundula Diel     | Germania         | 10"9            | 10"94           |
| 5    | Cherrie Sherrard | Stati Uniti      | 11"0            | 11"00           |
| 6    | Marlène Canguio  | Francia          | 11"0            | 11"09           |
| 7    | Chi Cheng        | Taiwan           | 11"1            | 11"18           |
| 8    | Sirkka Norrlund  | Finlandia        | 11"2            | 11"23           |

| Pos. | Atleta            | Nazione          | Tempo Ufficiale | Tempo Ufficioso |
| ---- | ----------------- | ---------------- | --------------- | --------------- |
| 1    | Maria Chojnacka   | Polonia          | 10"6            | 10"67           |
| 2    | Pamela Kilborn    | Australia        | 10"7            | 10"79           |
| 3    | Tat'jana Talyševa | Unione Sovietica | 10"9            | 10"92           |
| 4    | Lacey O'Neal      | Stati Uniti      | 10"9            | 10"93           |
| 5    | Carmen Smith      | Giamaica         | 11"8            | n/d             |
| 6    | Yeh Chu-Mei       | Taiwan           | 12"1            | n/d             |

| Pos. | Atleta                  | Nazione     | Tempo Ufficiale | Tempo Ufficioso |
| ---- | ----------------------- | ----------- | --------------- | --------------- |
| 1    | Rosie Bonds             | Stati Uniti | 10"6            | 10"64           |
| 2    | Ikuko Yoda              | Giappone    | 10"7            | 10"71           |
| 3    | Teresa Ciepły           | Polonia     | 10"7            | 10"73           |
| 4    | Draga Stamejčič         | Jugoslavia  | 10"8            | 10"84           |
| 5    | Jenny Wingerson-Meldrum | Canada      | 11"1            | 11"16           |
| 6    | Inge Aigner             | Austria     | 11"2            | 11"27           |
| 7    | Mary Musani             | Uganda      | 12"9            | n/d             |

### Semifinali
| Pos. | Atleta            | Nazione          | Tempo Ufficiale | Tempo Ufficioso |
| ---- | ----------------- | ---------------- | --------------- | --------------- |
| 1    | Pamela Kilborn    | Australia        | 10"6            | 10"69           |
| 2    | Teresa Ciepły     | Polonia          | 10"7            | 10"77           |
| 3    | Irina Press       | Unione Sovietica | 10"8            | 10"85           |
| 4    | Rosie Bonds       | Stati Uniti      | 10"8            | 10"87           |
| 5    | Avis McIntosh     | Nuova Zelanda    | 10"9            | 10"90           |
| 6    | Tat'jana Talyševa | Unione Sovietica | 10"9            | 10"98           |
| 7    | Gundula Diel      | Germania         | 11"0            | 11"05           |
| 8    | Snezhana Kerkova  | Bulgaria         | 11"4            | 11"41           |

| Pos. | Atleta           | Nazione          | Tempo Ufficiale | Tempo Ufficioso |
| ---- | ---------------- | ---------------- | --------------- | --------------- |
| 1    | Karin Balzer     | Germania         | 10"6            | 10"65           |
| 2    | Ikuko Yoda       | Giappone         | 10"7            | 10"72           |
| 3    | Draga Stamejčič  | Jugoslavia       | 10"7            | 10"73           |
| 4    | Maria Chojnacka  | Polonia          | 10"7            | 10"75           |
| 5    | Patricia Nutting | Gran Bretagna    | 10"7            | 10"75           |
| 6    | Galina Bystrova  | Unione Sovietica | 10"8            | 10"89           |
| 7    | Lacey O'Neal     | Stati Uniti      | 10"9            | 10"99           |
| 8    | Rose Hart        | Ghana            | 11"1            | 11"16           |

### Finale
La gara ricorda quella di Berlino 1936: quattro atlete finiscono contemporaneamente sul filo di lana. Si esamina il fotofinish. Un solo centesimo separa la tedesca Est Balzer, che vince l'oro, dalla polacca Ciepły. Un centesimo divide anche l'argento dal bronzo dell'australiana Kilborn. La campionessa uscente Press è quarta. La jugoslava Stamejcic finisce al settimo posto. Dietro di lei giunge la vincitrice dei Trials, Rosie Bonds.
| Pos.    | Corsia | Atleta          | Età | Nazione          | Tempo Ufficiale | Tempo Ufficioso |
| ------- | ------ | --------------- | --- | ---------------- | --------------- | --------------- |
| Oro     | 3      | Karin Balzer    | 26  | Germania         | 10"5            | 10"54           |
| Argento | 2      | Teresa Ciepły   | 26  | Polonia          | 10"5            | 10"55           |
| Bronzo  | 7      | Pamela Kilborn  | 25  | Australia        | 10"5            | 10"56           |
| 4       | 4      | Irina Press     | 25  | Unione Sovietica | 10"6            | 10"62           |
| 5       | 6      | Ikuko Yoda      | 26  | Giappone         | 10"7            | 10"72           |
| 6       | 8      | Maria Chojnacka | 33  | Polonia          | 10"7            | 10"76           |
| 7       | 5      | Draga Stamejčič | 27  | Jugoslavia       | 10"8            | 10"86           |
| 8       | 1      | Rosie Bonds     | 20  | Stati Uniti      | 10"8            | 10"88           |